# Leonhard von Eck
Leonhard von Eck (né en 1480 à Kelheim, décédé le 17 mars 1550 à Munich) est un chancelier bavarois de la première moitié du XVIe siècle.

## Biographie
Originaire d'« un noble inférieur incapable de tournoi », il reçoit son doctorat de médecin de l'université de Bologne. Guillaume IV de Bavière le nomme en 1514 dans son gouvernement. Il en est le conseiller de cour le plus proche et la personnalité la plus importante à la cour bavaroise du duc. Il décide pendant plus de 35 ans dans la première moitié du XVIe siècle de la vie politique, économique, religieuse, intellectuelle et sociale de Bavière. Leonhard von Eck créé les premiers signes d'une autorité centrale en Bavière et pose les fondements pour la position du pays comme puissance catholique majeure dans les décennies suivantes. En 1524, il joue un rôle déterminant dans la réalisation de l'alliance des domaines impériaux catholiques à la convention de Ratisbonne. Il était aussi un puissant adversaire de la Réforme. Von Eck était marié à Felicitas von Freyberg (1492-553). Homme d'État très talentueux et ambitieux, il décède le 17 mars 1550 et est enterré dans sa ville natale de Kelheim.
Son buste est exposé au Ruhmeshalle de Munich.
Leonhard von Eck est l'un des plus grands propriétaires fonciers en Bavière. Il lègue à son fils Oswald (élève de Johannes Aventinus) des propriétés à Randeck (Essing), Wolfsegg et Hof (Erdweg) (de), de l'argent et des biens en abondance. Il tombe cependant dans la pauvreté après seulement quelques années. Ses biens sont vendus de force aux enchères et il meurt à Ratisbonne en 1570.

## Source de la traduction
- (de) Cet article est partiellement ou en totalité issu de l’article de Wikipédia en allemand intitulé « Leonhard von Eck » (voir la liste des auteurs).